# Charles Renard

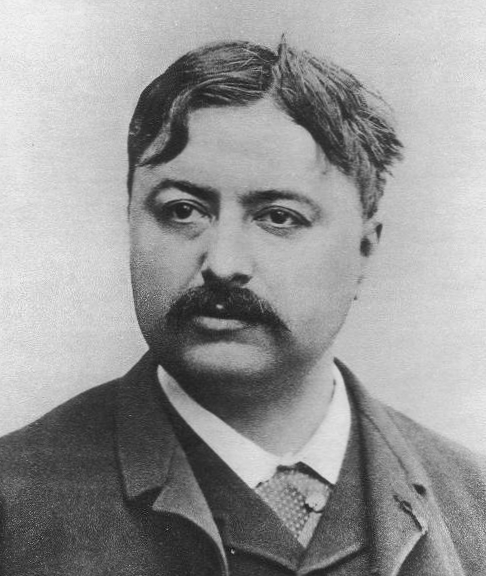
Charles Renard

Charles Renard (ur. 1847, zm. 1905) – francuski inżynier i wynalazca. Autor prac z dziedziny aerodynamiki oraz mechaniki lotu. 

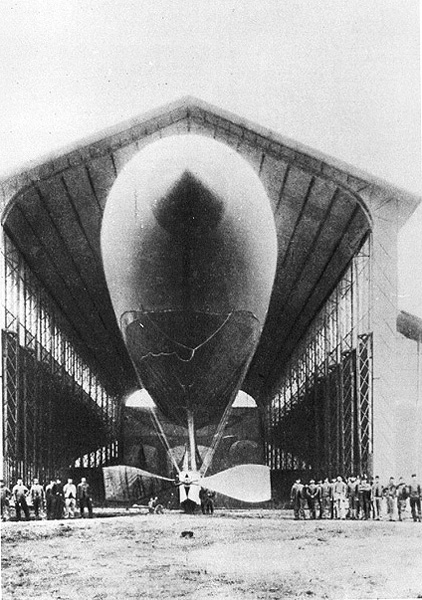
Sterowiec La France

Wynalazł on między innymi zawór do sprężonego powietrza (w 1875 roku) i podnośnik hydrauliczny (w 1878 roku).
Charles Renard oraz inżynier Arthur Constantin Krebs wspólnie zbudowali jeden z pierwszych na świecie sterowców La France, którego lot miał miejsce 9 sierpnia 1884 roku. W 1870 roku Renard wprowadził liczby normalne, zwane też ciągami Renarda. Znajdują one zastosowanie w naukach technicznych.